# Xã Webster, Quận Madison, Iowa
Xã Webster (tiếng Anh: Webster Township) là một xã thuộc quận Madison, tiểu bang Iowa, Hoa Kỳ. Năm 2010, dân số của xã này là 234 người.